# Pseudoleskea secunda
Pseudoleskea secunda là một loài Rêu trong họ Leskeaceae. Loài này được (Arnold) Broth. miêu tả khoa học đầu tiên năm 1925.